# Sipunculus robustus
Sipunculus robustus är en stjärnmaskart som beskrevs av Wilhelm Moritz Keferstein 1865. Sipunculus robustus ingår i släktet Sipunculus och familjen Sipunculidae. Inga underarter finns listade i Catalogue of Life.